# Eusebi de Mindos
Eusebi de Mindos (llatí: Eusebius) va ser un filòsof neoplatònic nascut a Mindos de Cària contemporani d'Eunapi, qui el menciona i diu que era part de la «cadena daurada» dels neoplatònics.
Estobeu, a la seva obra Sermones, ha preservat una part considerable de fragments de contingut ètic d'un neoplatònic de nom Eusebi que segurament és Eusebi de Mindos, però alguns pensen que era un filòsof estoic anomenat també Eusebi.